# Max Fremerey
Max Fremerey (5. května 1889 Kolín nad Rýnem – 20. září 1968 Krün) byl německý důstojník, generálporučík Wehrmachtu za druhé světové války. Je držitelem Rytířského kříže Železného kříže.

## Život
Narodil se 5. května 1889 v Kolíně nad Rýnem v Německém císařství. Za první světové války sloužil v německé armádě jako důstojník. Po válce přešel do Reichswehru, kde působil jako velitel různých jednotek. Ve Wehrmachtu za druhé světové války velel 29. pěší, 155. rezervní tankové a 233. tankové divizi.

## Vyznamenání
- |  Železný kříž (1914) I. a II. třídy
- Odznak za zranění (1918) v černém
- |  Spona k Železnému kříži I. a II. třídy
- Německý kříž ve zlatě (19. prosince 1941)
- Rytířský kříž Železného kříže (28. července 1942)